# Christine Phung
Christine Phung, née le 11 octobre 1978, est une créatrice de mode française. Elle est la fondatrice de la marque du même nom.

## Biographie
Christine Phung est née d'un père cambodgien et d'une mère française.
Après un passage à l'école des beaux-Arts de Rueil-Malmaison, elle intègre l'école d'art appliqué Duperré à Paris, dans la section Design de Mode. À la suite de quoi elle intègre le cycle de Création à l'Institut Français de la Mode en 2002,.
Durant les huit années suivantes, elle travaillera en tant que styliste de mode pour différentes maisons, travaillant ainsi chez Christophe Lemaire, Kenzo, See By Chloé, Vanessa Bruno, Sonia Rykiel mais aussi pour des marques de Sportswear comme Lacoste, Rossignol,, Veja,, Homecore ou encore dans le domaine de l'enfant chez Baby Dior.

### Christine Phung
En 2011 Christine Phung lance sa marque qui porte son nom et participe au MANGO Fashion Awards (en) dont elle sera une des dix finalistes. Puis elle remporte le Grand Prix de la Création de la ville de Paris en décembre 2011.
Elle s'intéresse aux techniques traditionnelles, telles que les plissés, les patchworks, la broderie, la sérigraphie, qu'elle décale et modernise.
Elle crée 9 collections en son nom, et défile dans le calendrier officiel de la Semaine de la mode de Paris.

### Georges Rech
En 2015 et 2016 elle dessine deux collections pour la maison Georges Rech.

### Leonard Paris
Au mois de mars 2016, la créatrice prend la tête de la direction artistique de l'entreprise Léonard. Elle y restera 4 ans et demi.
Le premier défilé (Spring Summer 2017) signée par Christine Phung a lieu au Grand Palais à Paris, collection intitulée « Tropiques Numériques ».
Pour son deuxième défilé chez Leonard Paris (Fall Winter 2017/18), Christine Phung tente mettre en parallèle les célèbres imprimés de la maison à de nouvelles influences. Le défilé est une fois encore au Grand Palais de Paris.
Le troisième défilé (Spring Summer 2018) réalisée par la créatrice pour Léonard Paris fait allusion à un voyage en Polynésie. Pour la première fois, le défilé à lieu au Pavillon Ledoyen à Paris.
Le quatrième défilé Fall Winter 2018/19 pour Leonard Paris s’inspire des paysages de l’Islande,. Le défilé est à nouveau au Pavillon Ledoyen.
Le cinquième défilé Printemps-Été 2019 réalisée par Christine Phung pour Leonard Paris est imprégnée des paysages du Masai Mara. Pour cette collection printemps-été 2019, Léonard, qui célèbre ses 60 ans cette année, joue le choc esthétique, entre mode française et inspirations venues de la Tanzanie et du Kenya.
La sixième collection Fall Winter 2019/20 est dévoilée au public lors d'un défilé organisé le 1er mars 2019 à l’Hôtel Salomon de Rotschild à Paris,.
Le septième défilé Printemps/Été 2020 est présenté au Pavillon Ledoyen de Paris le 27 septembre 2019,.
Le dernier défilé de Christine Phung pour Leonard Paris, Fall Winter 2020/2021 a lieu au Palais de Tokyo, quelques jours avant le 1er confinement, en mars 2020.

### Activités institutionnelles
Le président de la République Française Emmanuel Macron reçoit au Palais de l'Élysée, le 5 mars 2018, les 100 stylistes qui contribuent au rayonnement mondial de la France. Christine Phung fait partie des invités présidentiels.
Christine Phung est invitée par la Fédération de la haute couture et de la mode à représenter la France lors des Rencontres Franco-chinoises de la Mode en 2018 à Shanghai.
Christine Phung préside le jury du Grand Prix de la Création Catégorie Mode en 2022.

## Prix

### ANDAM Fashion Award
En 2013 elle remporte l'Andam Fashion Award dans la catégorie « Premières Collections ».
Ce prix lui permet d'intégrer le calendrier officiel de la Semaine de la mode parisienne ainsi que deux points de vente aux Galeries Lafayette Haussmann.

### Talent du Luxe
En février 2018, le Centre du Luxe et de la Création lui remet le « Prix de l'élégance 2018 » ; les talents du luxe et de la création récompensent les « nouvelles valeurs » du Luxe.

### Autres prix
En 2011, avec sa première collection, elle est finaliste du Mango Fashion Award.
La même année, elle remporte également le Grand Prix de la Création de la Ville de Paris, section « Mode Confirmée ».
En décembre 2015, elle remporte le premier prix du concours « Aubusson Aime la Mode » de la Cité Internationale de la Tapisserie d'Aubusson,. Christine Phung joue ainsi sur le sens poétique que l’on peut donner à une erreur immédiate[réf. nécessaire].

## Collaborations
- 2010-2012 : Création d'une ligne de chaussures avec la créatrice de mode Marion Hanania fondatrice de la marque végan Good Guys.
- 2013 : Collaboration avec le designer textile Tzuri Gueta[38] pour sa collection été 2014, création d'une dentelle injectée de silicone.
- 2014 : Collaboration avec la designer textile Janaïna Milheiro pour l'hiver 2014-2015.
- 2014 : Collaboration avec le designer de maroquinerie Florian Denicourt pour des modèles de sacs.
- 2015 : Design de ceintures avec la marque de maroquinerie Les Brutalistes pour la collection Printemps-Été 2015.
- 2015 : Collaboration entre la créatrice et La Redoute[39] et création de 5 looks distribués par cette entreprise.
- 2015 : Création d'un imprimé avec l'artiste Philippe Decrauzat pour la collection Printemps-Été 2016[40]. Cette collaboration donne lieu à une exposition à la Galerie Joyce de Paris[41].
- 2016 : Création d'un imprimé avec l'artiste Mathieu Mercier pour la collection Automne-Hiver 2016-17. Les pièces sont exposées à la Galerie Joyce sous les arcades du Palais Royal lors d'une exposition intitulée « La quadrature du Cercle »[42].
- 2016 : Création d'une collection capsule de maroquinerie en collaboration avec les Galeries Lafayette[43].
- 2016 : Collaboration avec le designer Lucas de Staël pour la création d'un modèle de lunettes faites à la main en France[44].
- 2017 : Contribution artistique à la revue The Drawer (no 12) avril 2017[45]
- 2017 : Contribution artistique au livre d'art Spectre 01 : pornographie minérale[46]. Christine Phung réalise une série de photographies.
- 2018 : Collaboration avec l'association caritative ALAMA Project qui soutient l'artisanat des femmes Masai (en Tanzanie) à l'occasion de la collection Masai pour Leonard Paris[47].
- 2019 : Collaboration avec PANAC Editions pour la direction artistique d'une ligne de canapé[48].
- 2020 : Collaboration avec le chef pâtissier Sébastien Gaudard pour la traditionnelle galette des rois (édition 2020)[49].
- 2022 : Deuxième collaboration avec PANAC Editions pour la direction artistique d'une ligne de fauteuils